# The Life and Adventures of Nicholas Nickleby (2001)
The Life and Adventures of Nicholas Nickleby is een Britse televisiefilm uit 2001, geregisseerd door Stephen Whittaker en gebaseerd op de roman Nicholas Nickleby van Charles Dickens. 
De film won een BAFTA Award voor Beste kostuumontwerp en kreeg ook twee BAFTA-nominaties voor Beste make-up & haarontwerp en Beste productieontwerp.

## Cast
- James D'Arcy - Nicholas Nickleby
- Sophia Myles - Kate Nickleby
- Charles Dance - Ralph Nickleby
- Diana Kent - Mrs. Nickleby
- Lee Ingleby - Smike
- Gregor Fisher - Wackford Squeers
- Pam Ferris - Mrs. Squeers
- Debbie Chazen - Fanny Squeers
- Liz Smith - Peg Sliderskew
- Malcolm Tierney - Vincent Crummles
- Jacqueline Tong - Mrs. Crummles
- Dominic West - Sir Mulberry Hawk
- Jonathan Coy - Charles Cheeryble
- JJ Feild - Frank Cheeryble
- Simeon Andrews - Ned Cheeryble
- Katherine Holme - Madeleine Bray
- Philip Bond - Mr. Walter Bray

## Film locaties
De film werd in Londen, North Yorkshire en in Hertfordshire opgenomen.

## Trivia
- Charles Dance en Sophia Myles hadden in het echte leven een relatie, maar ze zijn al uit elkaar.
- James D'Arcy en Lee Ingleby werkten ook samen in de succesvolle oorlogsfilm Master and Commander: The Far Side of the World van Peter Weir.
- D'Arcy en Myles waren samen in de film Guest House Paradiso, maar ze deden geen scène samen.
- D'Arcy and Dance hadden samen in de ITV-serie Fallen Angel (2007) gewerkt.